# Hartland, Shawano County, Wisconsin
Hartland är en kommun (town) i Shawano County i delstaten Wisconsin, USA.